# Erich Hänel
Erich Hänel (* 31. Oktober 1915 in Chemnitz; † 20. März 2003) war ein deutscher Fußballspieler, der im Jahre 1939 drei Einsätze in der deutschen Fußballnationalmannschaft zu verzeichnen hatte.

## Laufbahn

### Vor und während des Zweiten Weltkrieges
Über die Stationen FC Preussen Chemnitz und Chemnitzer BC gelangte das Angriffstalent Erich Hänel zum BC Hartha, im Mittelsächsischen Hügelland, in die Kleinstadt Hartha mit 8000 Einwohnern. Der dortige BC wurde von der Textilfabrik Hartha gesponsert und schaffte in der Runde 1934/35 den Aufstieg in die Gauliga Sachsen. Als Neuling belegte Hartha 1935/36 den sechsten Tabellenplatz. Erich Hänel kam am 24. Mai 1936 in Leipzig beim Finalwiederholungsspiel gegen den Südwesten in der Verbandsauswahl von Sachsen zum ersten Einsatz. Beim mit 9:0 Toren gewonnenen Reichsbundpokal-Finale 1936 zeichnete sich der noch 20-Jährige als fünffacher Torschütze aus. Er spielte an der Seite von Torhüter Willibald Kreß (Dresdner SC), dem linken Läufer Walter Rose (SpVgg Leipzig) und dem Halbrechten Erwin Helmchen vom Meister PSV Chemnitz. Bereits in der zweiten Runde der Gauliga errangen die „Blau-Gelben“ des BCH die Meisterschaft vor dem Titelverteidiger Chemnitzer PSV. Mit seinen Mannschaftskameraden Walter Seyfert, Mittelläufer und überragender Dirigent, sowie dem wirkungsvollen Linksaußen Heinz Kapitän zog Erich Hänel in die Endrunde um die deutsche Fußballmeisterschaft 1937 ein. Gegner waren der Hamburger SV, Hindenburg Allenstein und der Beuthener SuSV. Die Hamburger verwiesen die Sachsen auf den zweiten Gruppenplatz. 1938 gelang die Titelverteidigung in Sachsen vor dem punktgleichen SV Fortuna Leipzig, dem PSV Chemnitz und Dresdner SC. In den Endrundenspielen 1938 scheiterte man an Fortuna Düsseldorf, verwies aber den VfB Stuttgart und Vorwärts Rasensport Gleiwitz auf die Gruppenplätze drei und vier. Den dritten Gauliga-Titel in Folge verpasste die Mannschaft aus dem Industriestadion in Hartha in der Saison 1938/39, mit der am letzten Spieltag vor 35.000 Zuschauern im Dresdner Stadion am Ostragehege erlittenen 0:4-Niederlage gegen den neuen Meister Dresdner SC. Im Vereinspokal schied die Mannschaft von Erich Hänel 1937 im Viertelfinale gegen Fortuna Düsseldorf aus und 1939 durch eine 0:1-Niederlage am 10. Dezember gegen den späteren Pokalsieger 1. FC Nürnberg. Beim BCH agierte gegen die Franken an der Seite von Mittelstürmer Hänel die Nachwuchshoffnung Erich Gleixner auf Halblinks. Eine Woche später debütierte Hänel als Gastspieler bei Fortuna Düsseldorf.

### Deutsche Fußballnationalmannschaft, 1939
Durch die herausragenden Leistungen in Reihen des BC Hartha in der Gauliga Sachsen, die Endrundenspiele und seine Auftritte in den Gau-Auswahl-Wettbewerben mit Sachsen, spielte sich Erich Hänel in das Notizbuch von Reichstrainer Sepp Herberger. Am 5. Februar 1939 verlor Hänel mit Sachsen das Halbfinalspiel um den Reichsbundpokal mit 1:2 Toren nach Verlängerung in München gegen Bayern, sechs Wochen später debütierte er in der deutschen Fußballnationalmannschaft.
Am 26. März 1939 führte der DFB einen Doppelspieltag mit der Nationalmannschaft durch. Die A-Elf verlor in Italien mit 2:3 Toren, die als B-Elf zu bezeichnende Auswahl mit Mittelstürmer Erich Hänel verlor in Differdingen mit 1:2 Toren gegen Luxemburg. Dem Hartha-Spieler gelang der deutsche Ehrentreffer. Es folgten am 29. Juni und am 3. Dezember 1939 die Berufungen für die Länderspiele gegen Estland und die Slowakei. Durch die Auswirkungen des Zweiten Weltkrieges, erst 1949 kehrte Erich Hänel aus sowjetischer Kriegsgefangenschaft zurück, kam der Mittelstürmer nicht mehr zu weiteren Auswahlberufungen.

### Nach dem Zweiten Weltkrieg, 1949 bis 1958
In der Saison 1949/50 versuchte Erich Hänel mit 33 Jahren einen sportlichen Neuanfang in seiner sächsischen Heimat. Mit der SG bzw. Industrie Hartha spielte er in Sachsen in der Landesliga, Staffel West. Da das berufliche wie auch sportliche Vorwärtskommen in der Bundesrepublik besser zu funktionieren schien, wechselte er 1950 nach Norddeutschland und schloss sich dem Bremer SV an. In seinem Startjahr in der Oberliga Nord, in der Runde 1950/51, kam er mit seinem neuen Team auf den siebten Rang in der Abschlusstabelle, einen Rang hinter Werder Bremen. Der 35-Jährige hatte in 30 Einsätzen zehn Treffer dazu beigesteuert. In der zweiten Runde gelangen ihm in 29 Spielen elf Tore. Als er in seiner dritten Saison bei den „Blau-Weißen“ nur noch fünf Tore erzielte, profitierte der Angriffskollege Werner Erdmann ganz entscheidend von der Spielkunst des Seniors und steigerte seine Trefferquote auf 17 Tore. Erich Hänel kam von 1950 bis 1953 auf 84 Oberliga-Spiele mit 26 Toren für den Bremer SV.
Mit 38 Jahren wechselte er im Sommer 1953 zum VfB Oldenburg. In seiner ersten Runde gelang der Aufstieg in die Oberliga Nord. Als 39-jähriger Oldie absolvierte er mit dem VfB in der Runde 1954/55 noch 28 Oberligaspiele und schoss fünf Tore. Aber auch die nochmals in 17 Spielen gezeigte Spielkunst des 40-Jährigen reichte in der Runde 1955/56 nicht aus, um den Abstieg zu verhindern. Der Ex-Nationalspieler hängte noch zwei Runden in der Amateurliga Niedersachsen-West an, feierte Meisterschaftsgewinne aber nicht den Erfolg in den Aufstiegsrunden zur Oberliga und hörte 1958 mit dem aktiven Fußball auf. In seiner letzten Runde als Aktiver, 1957/58, schaffte Sohn Klaus beim SV Werder Bremen mit 28 Einsätzen und 14 Treffern den Durchbruch in der Oberliga Nord. Von 1950 bis 1956 kam Erich Hänel in der Oberliga Nord auf 129 Spiele mit 34 Toren.

### Trainer
Der als Verwaltungsangestellter in Bremen beschäftigte Erich Hänel trainierte die Bremer TG, den Bremer SV, den Blumenthaler SV, den SV Atlas Delmenhorst, Victoria Oldenburg und den VfB Oldenburg.